# Lissonota segnis
Lissonota segnis là một loài tò vò trong họ Ichneumonidae.